# 人事興信録
『人事興信録』（じんじこうしんろく）はかつて存在した日本の人名録（紳士録）。1902年に人事興信所を設立した内尾直二により、翌年の1903年に創刊された。
各界で著名な日本人、在日外国人の情報をまとめていた。
人物の身分、職業の他、戸籍調査などに基づく家族・親類情報が掲載されている。情報源としては戸籍の他、東京興信所、大阪興信所、商業興信所、帝国興信所等他社の同種の刊行物を参考にしている。読者からの情報提供も募集していた。
第4版（1915年）の採録者数は1万3917名。
B5版2冊組、価格は12000円（1957年版の場合）。
後に興信データが2000年に初版を復刻版を発売した。
2009年刊の第45版で終刊した。第45版は上下巻で、約8万人を採録した。

## 『人事興信録』データベース
名古屋大学大学院法学研究科が2014年からテキストベースのデータベース化に取り組み、2018年に最初の第四版の内容を公開した。2023年時点では初版（明治36年版）、第四版（大正4年版）、第八版（昭和3年版）が公開されている。

## 各版の刊行
1903年の創刊から1945年までに以下の14版が刊行された
- 1903年（明治36年）4月18日発行第1版
- 1908年（明治41年）6月18日発行第2版
- 1911年（明治44年）3月25日発行第3版
- 1915年（大正4年）1月10日発行第4版
- 1918年（大正7年）9月15日発行第5版
- 1921年（大正10年）6月15日発行第6版
- 1925年（大正14年）8月5日発行第7版
- 1928年（昭和3年）7月10日発行第8版
- 1931年（昭和6年）6月23日発行第9版
- 1934年（昭和9年）10月28日発行第10版
- 1937年（昭和12年）3月13日発行第11版
- 1939年（昭和14年）10月20日発行第12版
- 1941年（昭和16年）10月1日発行第13版
- 1943年（昭和18年）10月1日発行第14版

- 2007年（平成19年）3月発行第44版
- 2009年（平成21年）1月発行第45版